# 決闘 (オリンピック競技)

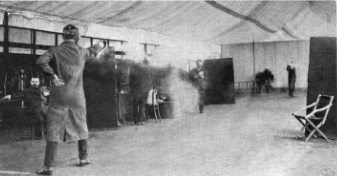
1908年ロンドンオリンピックにおける決闘競技の様子

夏季オリンピックにおける決闘（けっとう）は、1906年アテネオリンピックと1908年ロンドンオリンピックにおいて非公式競技（公開競技）として行われた。
1906年アテネオリンピックでは、競技者は20メートルおよび30メートル離れた石膏製のダミー人形に向かって決闘用ピストルを発射した。
1908年ロンドンオリンピックでは、フェンシング会場を使用して、招待客の前で行われた。競技としての決闘（拳銃決闘）の形式で行われ、競技者は胴・顔・手に防護具を装着し、蝋で作られた非致死性の弾丸（ワックス弾）を装填した決闘用ピストルを用いた。フランス、イギリス、アメリカなどから選手が派遣され、20メートル競技はフランスチームが優勝した。

## 1906年の結果
| 種目           | 金                                 | 銀                                         | 銅                             |
| -------------- | ---------------------------------- | ------------------------------------------ | ------------------------------ |
| 20メートル決闘 | レオン・モロー (FRA)               | チェーザレ・リベルジャーニ (ITA)           | モーリス・ルコック (FRA)       |
| 30メートル決闘 | コンスタンティノ・スカラトス (GRE) | ハン・ヒュープナー・フォン・ホルスト (SWE) | ヴィルヘルム・カールベリ (SWE) |